# Wereldbeker schaatsen 2012/2013 - Wereldbeker 8
De Wereldbeker schaatsen 2012/2013 Wereldbeker 8 was de achtste wedstrijd van het Wereldbekerseizoen die van 1 tot en met 3 maart 2013 plaatsvond in de Gunda Niemann-Stirnemann Halle in Erfurt, Duitsland. Het onderdeel teamsprint werd als demonstratieonderdeel verreden, maar kende geen Nederlandse deelnemers.
In november 2012 werd bekend dat deze wedstrijd mogelijk niet door zou gaan, maar in januari 2013 waren de problemen opgelost en de wereldbekerwedstrijd ging zonder problemen door.

## Tijdschema
| Datum            | Tijd  | Onderdeel |
| ---------------- | ----- | --- |
| Vrijdag 1 maart  | 15:00 | 1e 500 m vrouwen 5000 m vrouwen 10.000 m mannen                                                               |
| Zaterdag 2 maart | 12:30 | 1e 500 m mannen 2e 500 m vrouwen 1000 m mannen 1500 m vrouwen ploegenachtervolging mannen                     |
| Zondag 3 maart   | 12:30 | 2e 500 m mannen 1000 m vrouwen 1500m mannen ploegenachtervolging vrouwen teamsprint mannen teamsprint vrouwen |

## Belgische deelnemers
| 1500m                | Mannen  | Bart Swings                               | A                                         |                                           |                                           |                                           |                                           |                                           |                                           |  |  |
| 1500m                | Vrouwen | Jelena Peeters                            | B                                         |                                           |                                           |                                           |                                           |                                           |                                           |  |  |
|                      |         |                                           |                                           |                                           |                                           |                                           |                                           |                                           |                                           |  |  |
| 10.000m              | Mannen  | Ferre Spruyt                              | B                                         |                                           |                                           |                                           |                                           |                                           |                                           |  |  |
| 5000m                | Vrouwen | Jelena Peeters                            | B                                         |                                           |                                           |                                           |                                           |                                           |                                           |  |  |
|                      |         |                                           |                                           |                                           |                                           |                                           |                                           |                                           |                                           |  |  |
| Ploegenachtervolging | Mannen  | Ferre Spruyt, Bart Swings, Maarten Swings | Ferre Spruyt, Bart Swings, Maarten Swings | Ferre Spruyt, Bart Swings, Maarten Swings | Ferre Spruyt, Bart Swings, Maarten Swings | Ferre Spruyt, Bart Swings, Maarten Swings | Ferre Spruyt, Bart Swings, Maarten Swings | Ferre Spruyt, Bart Swings, Maarten Swings | Ferre Spruyt, Bart Swings, Maarten Swings |  |  |

De beste Belg per afstand wordt vet gezet

## Nederlandse deelnemers
| Afstand              | Geslacht | Deelnemers, A- of B-groep                     | Deelnemers, A- of B-groep                     | Deelnemers, A- of B-groep                     | Deelnemers, A- of B-groep                     | Deelnemers, A- of B-groep                     | Deelnemers, A- of B-groep                     | Deelnemers, A- of B-groep                     | Deelnemers, A- of B-groep                     | Deelnemers, A- of B-groep                     | Deelnemers, A- of B-groep                     |
| -------------------- | -------- | --------------------------------------------- | --------------------------------------------- | --------------------------------------------- | --------------------------------------------- | --------------------------------------------- | --------------------------------------------- | --------------------------------------------- | --------------------------------------------- | --------------------------------------------- | --------------------------------------------- |
| 1e 500m              | Mannen   | Michel Mulder                                 | A                                             | Ronald Mulder                                 | A                                             | Kjeld Nuis                                    | A                                             | Hein Otterspeer                               | A                                             | Jan Smeekens                                  | A                                             |
| 1e 500m              | Vrouwen  | Margot Boer                                   | A                                             | Marrit Leenstra                               | A                                             | Thijsje Oenema                                | A                                             | Laurine van Riessen                           | A                                             | Anice Das                                     | B                                             |
|                      |          |                                               |                                               |                                               |                                               |                                               |                                               |                                               |                                               |                                               |                                               |
| 2e 500m              | Mannen   | Michel Mulder                                 | A                                             | Ronald Mulder                                 | A                                             | Kjeld Nuis                                    | A                                             | Hein Otterspeer                               | A                                             | Jan Smeekens                                  | A                                             |
| 2e 500m              | Vrouwen  | Margot Boer                                   | A                                             | Thijsje Oenema                                | A                                             | Laurine van Riessen                           | A                                             | Anice Das                                     | B                                             | Janine Smit                                   | B                                             |
|                      |          |                                               |                                               |                                               |                                               |                                               |                                               |                                               |                                               |                                               |                                               |
| 1000m                | Mannen   | Stefan Groothuis                              | A                                             | Michel Mulder                                 | A                                             | Kjeld Nuis                                    | A                                             | Hein Otterspeer                               | A                                             | Mark Tuitert                                  | A                                             |
| 1000m                | Vrouwen  | Lotte van Beek                                | A                                             | Margot Boer                                   | A                                             | Marrit Leenstra                               | A                                             | Laurine van Riessen                           | A                                             | Ireen Wüst                                    | A                                             |
|                      |          |                                               |                                               |                                               |                                               |                                               |                                               |                                               |                                               |                                               |                                               |
| 1500m                | Mannen   | Mark Tuitert                                  | A                                             | Koen Verweij                                  | A                                             | Maurice Vriend                                | A                                             | Stefan Groothuis                              | B                                             | Pim Schipper                                  | B                                             |
| 1500m                | Vrouwen  | Lotte van Beek                                | A                                             | Marrit Leenstra                               | A                                             | Diane Valkenburg                              | A                                             | Linda de Vries                                | A                                             | Ireen Wüst                                    | A                                             |
|                      |          |                                               |                                               |                                               |                                               |                                               |                                               |                                               |                                               |                                               |                                               |
| 10.000m              | Mannen   | Jorrit Bergsma                                | A                                             | Ted-Jan Bloemen                               | A                                             | Rob Hadders                                   | A                                             | Bob de Jong                                   | A                                             | Bob de Vries                                  | B                                             |
| 5000m                | Vrouwen  | Marije Joling                                 | A                                             | Diane Valkenburg                              | A                                             | Linda de Vries                                | A                                             | Annouk van der Weijden                        | A                                             | Rixt Meijer                                   | B                                             |
|                      |          |                                               |                                               |                                               |                                               |                                               |                                               |                                               |                                               |                                               |                                               |
| Ploegenachtervolging | Mannen   | Jorrit Bergsma, Sven Kramer, Koen Verweij     | Jorrit Bergsma, Sven Kramer, Koen Verweij     | Jorrit Bergsma, Sven Kramer, Koen Verweij     | Jorrit Bergsma, Sven Kramer, Koen Verweij     | Jorrit Bergsma, Sven Kramer, Koen Verweij     | Jorrit Bergsma, Sven Kramer, Koen Verweij     | Jorrit Bergsma, Sven Kramer, Koen Verweij     | Jorrit Bergsma, Sven Kramer, Koen Verweij     | Jorrit Bergsma, Sven Kramer, Koen Verweij     | Jorrit Bergsma, Sven Kramer, Koen Verweij     |
| Ploegenachtervolging | Vrouwen  | Marrit Leenstra, Diane Valkenburg, Ireen Wüst | Marrit Leenstra, Diane Valkenburg, Ireen Wüst | Marrit Leenstra, Diane Valkenburg, Ireen Wüst | Marrit Leenstra, Diane Valkenburg, Ireen Wüst | Marrit Leenstra, Diane Valkenburg, Ireen Wüst | Marrit Leenstra, Diane Valkenburg, Ireen Wüst | Marrit Leenstra, Diane Valkenburg, Ireen Wüst | Marrit Leenstra, Diane Valkenburg, Ireen Wüst | Marrit Leenstra, Diane Valkenburg, Ireen Wüst | Marrit Leenstra, Diane Valkenburg, Ireen Wüst |

De beste Nederlander per afstand wordt vet gezet

## Podia

### Mannen
| Wedstrijd            | Goud                                                       | Tijd     | Zilver                                                 | Tijd     | Brons                                                    | Tijd     |
| 1e 500 m             | Jan Smeekens Nederland                                     | 35,06    | Joji Kato Japan                                        | 35,16    | Ronald Mulder Nederland                                  | 35,28    |
| 2e 500 m             | Jan Smeekens Nederland                                     | 34,96    | Joji Kato Japan                                        | 35,05    | Ronald Mulder Nederland                                  | 35,28    |
| 1000 m               | Brian Hansen Verenigde Staten                              | 1.09,79  | Stefan Groothuis Nederland                             | 1.09,84  | Dmitri Lobkov Rusland Nico Ihle Duitsland                | 1.10,18  |
| 1500 m               | Zbigniew Bródka Polen                                      | 1.46,88  | Haralds Silovs Letland                                 | 1.46,98  | Brian Hansen Verenigde Staten                            | 1.47,01  |
| 10.000 m             | Bob de Jong Nederland                                      | 12.53,56 | Jorrit Bergsma Nederland                               | 12.55,36 | Lee Seung-hoon Zuid-Korea                                | 13.19,84 |
| Ploegenachtervolging | Nederland Jorrit Bergsma Sven Kramer Koen Verweij          | 3.45,21  | Zuid-Korea Kim Cheol-min Ko Byung-wook Lee Seung-hoon  | 3.45,33  | Polen Zbigniew Bródka Konrad Niedźwiedzki Jan Szymański  | 3.45,79  |
| Teamsprint           | Canada Guillaume Blais-Dufour William Dutton Gilmore Junio | 1.21,88  | Kazachstan Roman Krech Fyodor Mezentsev Aleksej Zjigin | 1.23,20  | Duitsland Hubert Hirschbichler Denny Ihle Samuel Schwarz | 1.23,26  |

### Vrouwen
| Wedstrijd            | Goud                                                      | Tijd    | Zilver                                                     | Tijd     | Brons                                                             | Tijd     |
| 1e 500 m             | Wang Beixing China                                        | 38,07   | Thijsje Oenema Nederland                                   | 38,34    | Jenny Wolf Duitsland                                              | 38,39    |
| 2e 500 m             | Wang Beixing China                                        | 38,15   | Olga Fatkoelina Rusland                                    | 38,21(5) | Thijsje Oenema Nederland                                          | 38,21(7) |
| 1000 m               | Brittany Bowe Verenigde Staten                            | 1.15,34 | Ireen Wüst Nederland                                       | 1.15,74  | Olga Fatkoelina Rusland                                           | 1.15,79  |
| 1500 m               | Ireen Wüst Nederland                                      | 1.55,61 | Diane Valkenburg Nederland                                 | 1.58,32  | Marrit Leenstra Nederland                                         | 1.58,38  |
| 5000 m               | Martina Sáblíková Tsjechië                                | 7.01,33 | Stephanie Beckert Duitsland                                | 7.02,84  | Claudia Pechstein Duitsland                                       | 7.06,96  |
| Ploegenachtervolging | Nederland Marrit Leenstra Diane Valkenburg Ireen Wüst     | 3.02,83 | Canada Ivanie Blondin Kali Christ Cindy Klassen            | 3.04,34  | Polen Katarzyna Bachleda-Curuś Natalia Czerwonka Luiza Złotkowska | 3.05,23  |
| Teamsprint           | Duitsland Monique Angermüller Judith Hesse Jennifer Plate | 1.29,65 | Canada Anastasia Bucsis Kaylin Irvine Danielle Wotherspoon | 1.30,05  | Italië Yvonne Daldossi Francesca Lollobrigida Paola Simionato     | 1.35,69  |